# Amblyaspis subcarinata
Amblyaspis subcarinata är en stekelart som beskrevs av Peter Neerup Buhl 2006. Amblyaspis subcarinata ingår i släktet Amblyaspis och familjen gallmyggesteklar. Inga underarter finns listade i Catalogue of Life.